# 芭芭拉·哈里斯
芭芭拉·哈里斯（英語：Barbara Harris，1935年7月25日—2018年8月21日），女，美国演员。曾获得托尼奖最佳音乐剧女主角。